# Bernhard Walter (SS-Mitglied)
Bernhard Walter (* 27. April 1911 in Fürth; † 7. Juli 1979 ebenda) war ein deutscher SS-Hauptscharführer und Leiter des Erkennungsdienstes der Politischen Abteilung im KZ Auschwitz. Zusammen mit seinem Assistenten Ernst Hofmann gilt er als einer der Urheber des Auschwitz-Albums, in dem Aufnahmen jüdischer Menschen aus Ungarn von der Ankunft im Vernichtungslager Auschwitz-Birkenau bis an die Entkleidungskammern der Gaskammern und Krematorien enthalten sind. Auch zahlreiche Fotografien des so genannten Höcker-Albums sind mutmaßlich von Walter aufgenommen worden.

## Leben
Walter war von Beruf Stuckateur. Er wurde im Mai 1933 Mitglied der NSDAP (Mitgliedsnummer 3.178.708) und der Allgemeinen SS (SS-Nr. 1.041.168). Ab April 1934 war er bei der Wachmannschaft im KZ Dachau eingesetzt. Später wechselte er zum 2. SS-Totenkopfregiment Brandenburg und war schließlich beim Erkennungsdienst der Politischen Abteilung im KZ Sachsenhausen tätig. Er absolvierte einen Lehrgang im RSHA. Infolge eines Autounfalls erlitt er 1939 einen Schädelbruch. Walter war verheiratet. Das Paar hatte drei Kinder, von denen zwei bis 1945 starben.
Von Anfang Januar 1941 bis zur kriegsbedingten Räumung des Lagers im Januar 1945 leitete er den Erkennungsdienst der Politischen Abteilung im KZ Auschwitz. Er baute den in Block 26 des Stammlagers befindlichen Erkennungsdienst auf. Sein Assistent war der als Fotograf eingesetzte SS-Unterscharführer Ernst Hofmann, und zusätzlich mussten zehn bis zwölf Häftlinge die beiden SS-Männer bei ihrer Arbeit unterstützen. Im Wesentlichen wurden in dem dort befindlichen Fotostudio zur erkennungsdienstlichen Erfassung nichtjüdische Häftlinge für die Akten fotografiert (drei Porträtaufnahmen, frontal mit und ohne Mütze sowie von der Seite) und auch deren Fingerabdrücke abgenommen. Teils wurde auch im Auftrag des Lagerkommandanten oder der SS-Lagerärzte fotografiert. Laut einer Nachkriegsaussage Walters im NS-Jargon sei es vorgekommen, dass „besonders typische Vertreter des Judentums zum Fotografieren in den Erkennungsdienst geschickt wurden“.

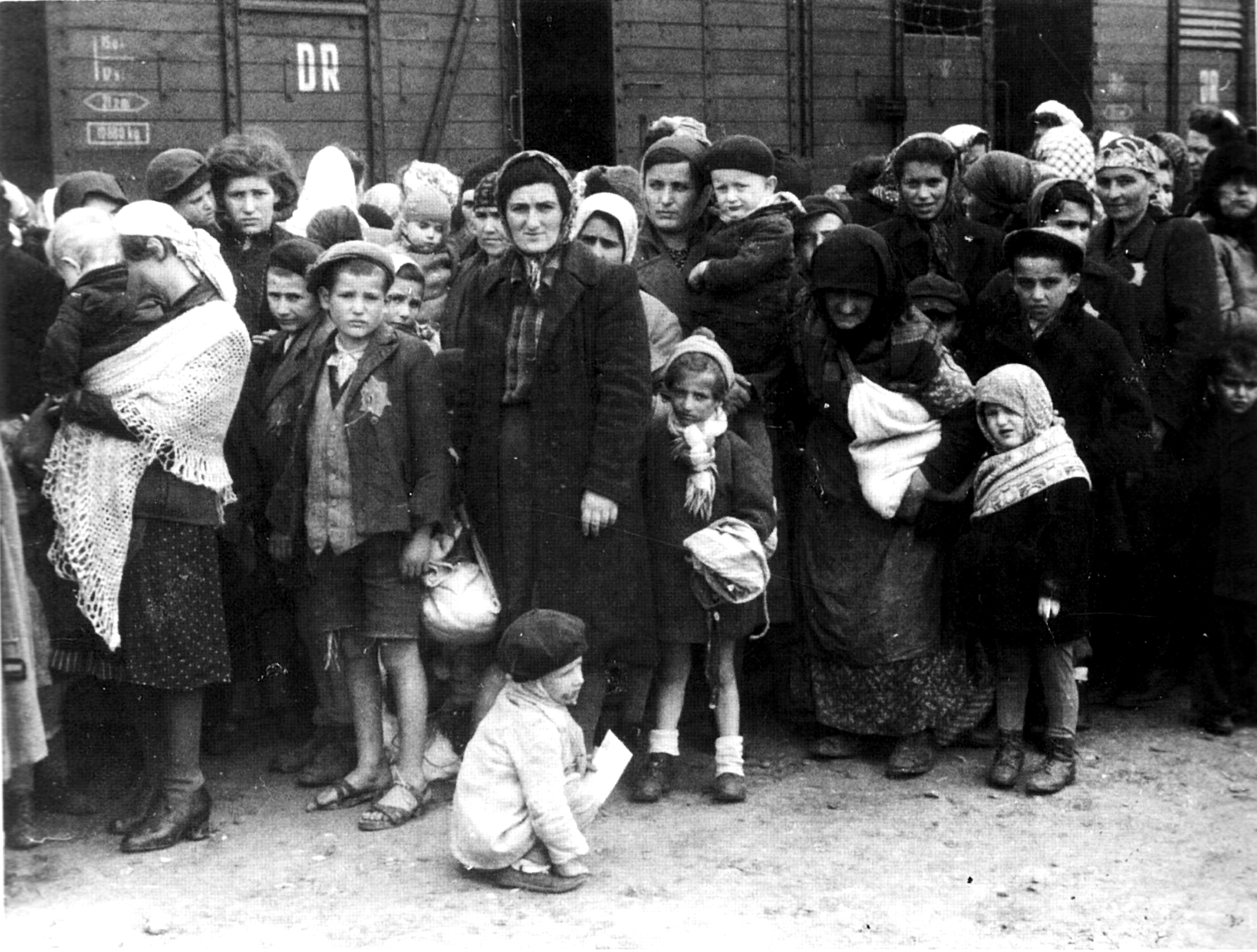
Ankunft ungarischer Juden im KZ Auschwitz-Birkenau im Mai 1944 – Aufnahme aus dem Auschwitz-Album

Walter und Hofmann gehörten zu den wenigen SS-Männern in Auschwitz, die autorisiert waren, im Lager und im Interessengebiet des KZ Auschwitz zu fotografieren. Diese beiden SS-Männer gelten als die Fotografen des von der Holocaustüberlebenden Lili Jacob überlieferten Auschwitz-Albums. Dieses Album enthält Aufnahmen nach Ankunft jüdischer Menschen aus Ungarn Ende Mai 1944 im Vernichtungslager Auschwitz-Birkenau, angefangen von der Selektion auf der Rampe in Birkenau nach dem Ankommen des Zuges, Einweisung der „Arbeitsfähigen“ in das Lager, Verbringung ihrer Habseligkeiten ins „Effektenlager“, bis hin zum Weg der zum Tod Bestimmten von der Rampe bis vor die Gaskammern.
Walter, der in der SS-Siedlung des KZ Auschwitz mit seiner Familie in unmittelbarer Nachbarschaft der Familie seines berüchtigten Kollegen Wilhelm Boger lebte, wurde im Februar 1942 zum SS-Hauptscharführer befördert. Walter nahm an den Erschießungen von Häftlingen an der Schwarzen Wand teil. Im September 1942 wurde ihm das Kriegsverdienstkreuz II. Klasse mit Schwertern verliehen. Spätestens ab Sommer 1944 war Walter auch zusätzlich zu seiner Funktion als Leiter des Erkennungsdienstes Spieß beim Kommandanturstab des KZ Auschwitz. Er organisierte für die Angehörigen der Lager-SS auch Filmvorführungen. Im Zuge der Räumung des KZ Auschwitz befahl er dem in seiner Abteilung eingesetzten Häftling Wilhelm Brasse vor dem Eintreffen der Roten Armee im Januar 1945, die Negative und Abzüge der erkennungsdienstlichen Häftlingsfotografien zu verbrennen. Brasse entsprach zum Schein dieser Anweisung, solange Walter anwesend war, und löschte anschließend das Feuer im Ofen, um die Dokumente für die Nachwelt zu sichern. Anschließend leistete Walter Kriegsdienst bei Einheiten der Waffen-SS. Im Frühjahr 1945 war er noch im KZ Mittelbau-Dora eingesetzt.
Nach Kriegsende befand er sich in englischer Kriegsgefangenschaft und wurde schließlich nach Polen überstellt. Am 8. April 1948 wurde er durch das Bezirksgericht in Krakau zu einer dreijährigen Haftstrafe und Aberkennung der bürgerlichen Ehrenrechte auf eine Zeit von drei Jahren verurteilt. Zugunsten Walters sagte der ehemals beim Erkennungsdienst eingesetzte Häftling Brasse aus, der ihm korrektes Verhalten gegenüber den Häftlingen attestierte. Nach der Haftentlassung im Juli 1950 zog er wieder nach Fürth, wo er als Filmvorführer in einem Kino beschäftigt war. Im Zuge des ersten Frankfurter Auschwitzprozesses sagte er 1964/65 als Zeuge aus, gab jedoch nur ausweichende Antworten. Walter bestritt, Urheber der von der Zeugin Jacob aus dem Auschwitz-Album vorgelegten Fotografien zu sein. Erst nach hartnäckigen Befragungen gab er zu, einige Aufnahmen – v. a. an der Selektionsrampe – gemacht zu haben. Die Identifizierung der mutmaßlichen Fotografen des Auschwitz-Albums war laut Gideon Greif die „eigentliche Sensation“ des Frankfurter Auschwitzprozesses.

## Film
- Winfried Laasch: Das Geheimnis der Auschwitz-Alben. Fotos aus der Hölle. Dokumentarfilm, ZDF 2016. Erstmals wird in dieser Dokumentation die Person und die Rolle Bernhard Walters und die chronologische Abfolge der Aufnahmen im Auschwitz-Album untersucht.
- Winfried Laasch und Friedrich Scherer: Ein Tag in Auschwitz. Dokumentarfilm, ZDF 2020. Der 90-minütige Film stützt sich auf Interviews mit überlebenden Opfern und auf Fotos aus dem „Auschwitz-Album“ und geht dabei auf die Person und Funktion von Bernhard Walter als „Fotograf von Auschwitz“ näher ein; wissenschaftliche Erläuterungen im Film durch den Historiker Stefan Hördler.